# Leonard Offerhaus

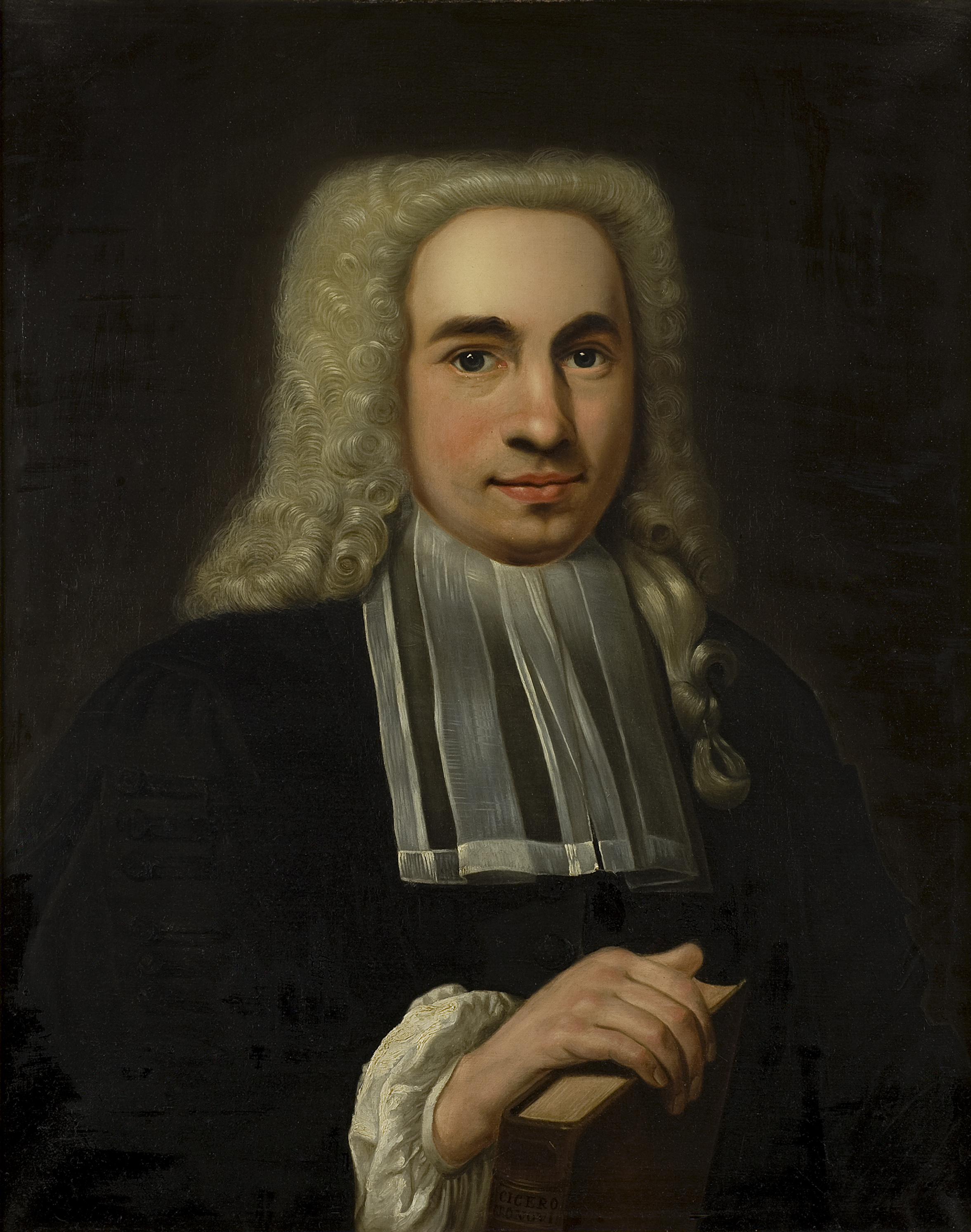
Leonhard Offerhaus

Leonard Offerhaus (* 18. November 1699 in Hamm; † 18. Oktober 1779 in Groningen) war ein deutscher Historiker in den Niederlanden.

## Leben
Leonhard war der Sohn des damaligen Professors am Gymnasium in Hamm und späteren Professor der Theologie und morgenländischen Sprachen Christian Gerhard Offerhaus (1612–1758) und dessen Frau  Margareta Heshuysen. So hatte er 1706 seine erste Ausbildung am Gymnasium in Deventer erhalten. Seine Ausbildung wurde 1714 am Gymnasium in Gouda fortgesetzt und 1717 begann er bei seinem Vater ein Studium der Theologie am Athaneum Illustre Deventer. Seine Studien setzte er 1723 an der Universität Utrecht bei Hieronymus Simons van Alphen (1665–1742), Friedrich Adolf Lampe (1683–1729) und Karl Andreas Duker (1660–1752) fort.
1725 erhielt er eine Professur der Geschichte und Rhetorik am akademischen Gymnasium Lingen, welches Amt er am 25. Februar mit der Rede Oratio de persecutione Waldensium antrat. 1728 beriefen ihn die Kuratoren der Universität Groningen als Professor im gleichen Amt, welches Tätigkeit er am 29. Juli mit der Rede de causis incrementi Antichristi sex prioribus seculis sive de Antichristo in utero ante ipsius ortum et natitavit aufnahm. 1744 wurde er Bibliothekar der Akademie, veröffentlichte 1751 sein Hauptwerk Compendium historiae Universalis (Groningen 1751) und erhielt 1752 die Professur der niederländischen Geschichte und Geographie.
Seiner weiteren Arbeit folgte ein Compendium hist. foeder. Belgii (Groningen 1753). Er unterrichtete auch über römische Antiquitäten, wozu er unter anderem 1776/77 über de historia virorum eruditorum Vorlesungen hielt. Offerhaus beteiligte sich auch an den organisatorischen Aufgaben der Hochschule und war 1738, 1745, 1747, 1754 Rektor der Alma Mater. Am 10. Mai 1779 wurde er Professor Honorarius, starb aber nach erfolgter Ehrung. Offerhaus war auch Mitglied der niederländischen Akademie der Wissenschaften.

## Familie
Aus seiner 1731 geschlossenen Ehe mit Cornelia Huysinga (1702–28. Juli 1751) gingen fünf Kinder hervor. Zwei Töchter und ein Sohn überlebten den Vater. Von den Kindern kennt man den Prediger in Winsum Herman Johan. Seine Tochter Elisabeth  heiratete N.M. d'Assonville, sowie danach  in Johann  Gregori te Vere und die Tochter Cornelia Christina heiratete J.H. Warmolts.

## Werke
- Compendium historiae Universalis, quo res sacrae ac profanae in orbe et ecclesia gestae brevissime exhibentur. Groningen 1751, 1756 (Online), 1775, hrsg. von Johann Matthias Schröckh, Leipzig, 1772 2 vol.
- Diss. hist. philol. de vita Salvatoris privata et publica. Deventer 1720
- Compendium Historiae Foederati Belgii per modum Annalium in usum juventutis Academiae concinnatum. Groningen 1753
- Specilegiorum Historico-chronologicorum Libri tres, Quibus chronologia sacra, origines et fata Regnorum per Orientem, ut et Graecorum migrationes exhibentur. Accedunt Disputationes duae, de Ptolomaeo Aulete, et Vita Salvatoris publica et privata. Nec nen Disputatio in Epistola instituti a Viro Clarissimo Gerhardo ten Cate, qua dubiorum et difficilium quorumdam e Prophetis locorum explicatio Evangelicae Historicae congruens traditur. Groningen 1759
- Korte schets van de volken, die weleer 't gezegend Nederland bevolkt en bewoond hebben. Haarlem 1761
- Disput. Theol. de ecclesia apostolica totius Ecclesiae. N. T. matre, ad Galat. IV:26. Utrecht 1724
- Oratio de persecutione Waldensium. Utrecht 1725
- Diss. histor. de antiquo Assyriorum imperio. Lingen 1727
- Diss. altera acad. de monarchia Assyriorum dilaterata. Lingen 1727
- Oratio de Antichristo in utero. Groningen 1728
- Diss. histor. chronolog. exhibens synchronismum rerum paullo ante captivitatem Babylonicum gestarum. Groningen 1730
- Diss. hist. chronolog. de rebus sub. Nebucadnezare magno in oriente gestis. Groningen 1734
- Diss. hist. Chronol. allera de rebus sub. Nebucadnezare. Groningen 1734
- Diss. de rebus a morte Nebucadnezaris ad Cyri exitum in Oriente gestis. Groningen 1737
- Epistola ad virum doctissmum I, Georg. Waltherum, A.M. qua dubia, ab ipso de aere templi mota, renovantur et ratio putandi tempora in Spicilegiis propopsita illustratur et confirmatur. Groningen 1741